# Ugg Boots

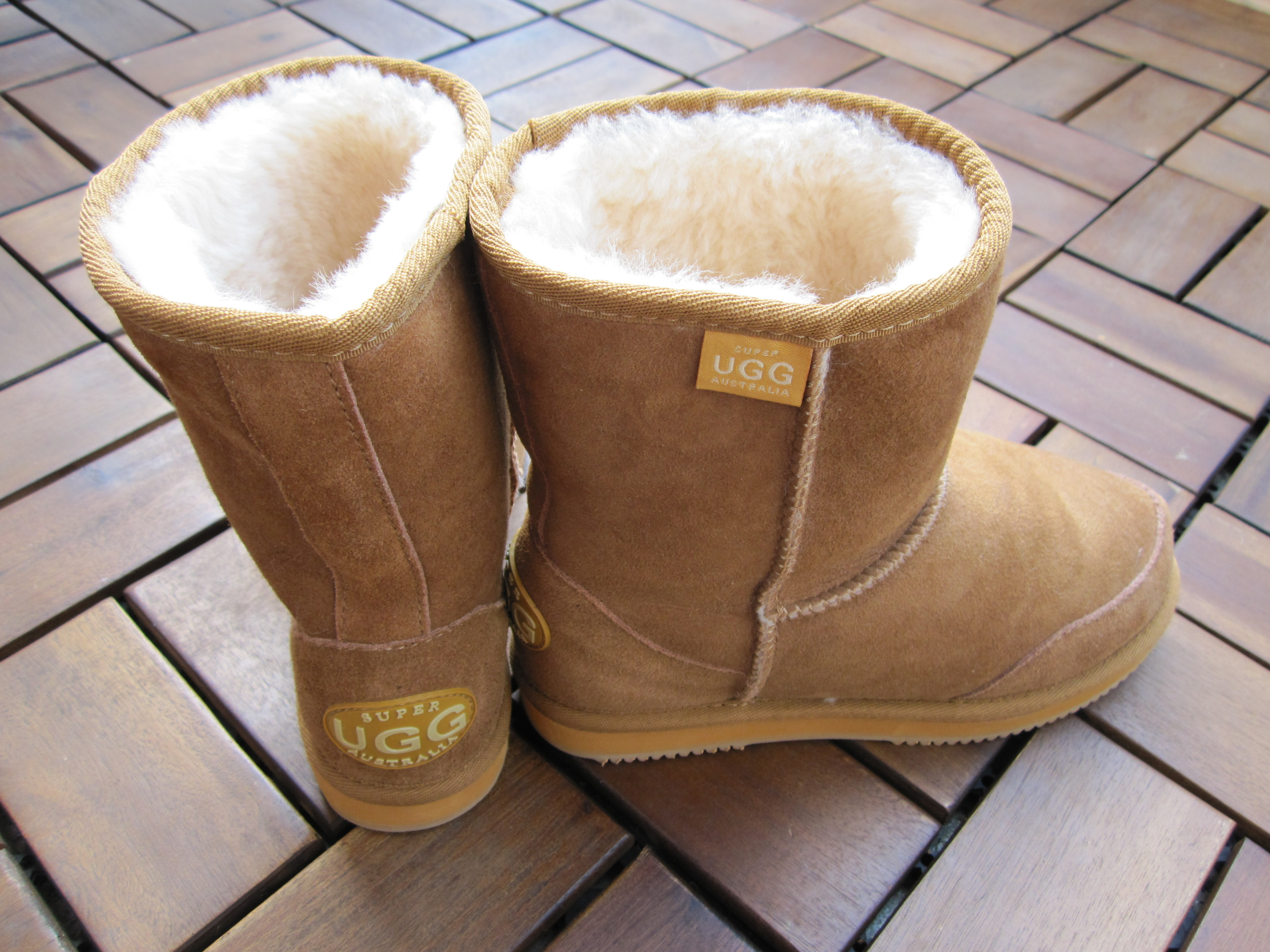
Ugg Boots

Ugg Boots (oder Uggs) sind Stiefel meist aus Lamm- beziehungsweise Schaffell. In der australischen und neuseeländischen Ursprungsheimat ist die Außenseite eventuell stattdessen Känguruleder. Dort ist der Begriff Ugg für diese Art Stiefel allgemein gebräuchlich.
Der Name „UGG“ ist eine eingetragene Schutzmarke des US-amerikanischen Unternehmens Deckers Outdoor Corporation, das solche Stiefel herstellt. Die meisten UGG Boots haben eine Sohle aus Kunststoff, ein Innenfutter aus Lammfell und werden in verschiedenen Höhen von knöchel- bis knielang ausgeliefert. Die imprägnierte Außenseite besteht in der international vertriebenen Ausführung meist aus unechtem Veloursleder (Rauleder) und nicht aus Nappaleder.

## Geschichte
Ursprünglich in den 1930er Jahren entwickelt, waren die Uggs in den 1960er/1970er Jahren insbesondere bei Wellenreitern und Wettschwimmern populär, um nach dem Sport die Füße aufzuwärmen. In den USA kamen sie Anfang der 2000er Jahre, in Europa einige Jahre später in Mode.

## Wortherkunft
Folgt man der Version des Unternehmers, stammt die Namensgebung von seiner Ehefrau, die die Schuhe als ugly (englisch: hässlich) bezeichnete.

Herstellung
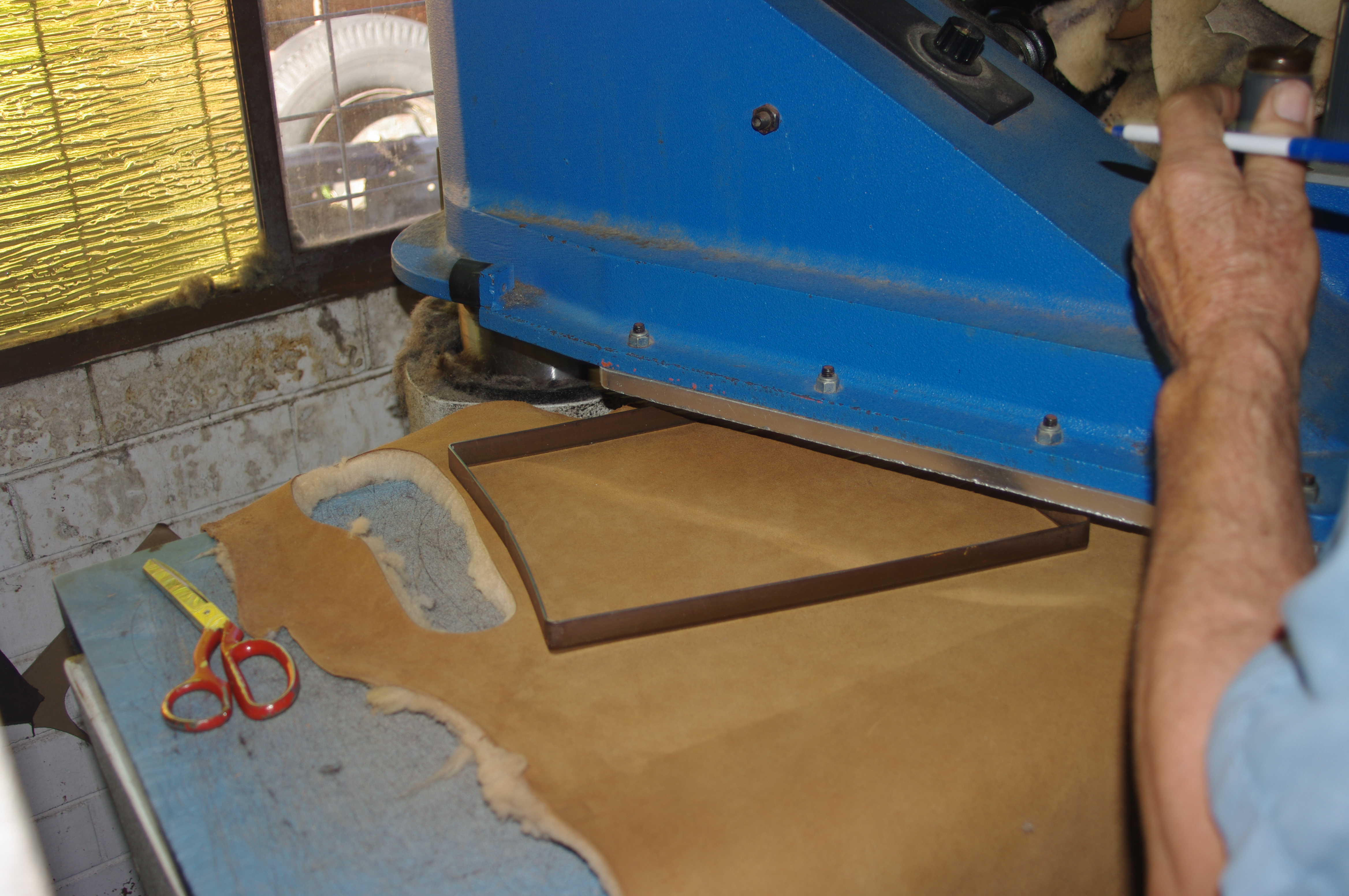
Ausstanzen der Einzelteile
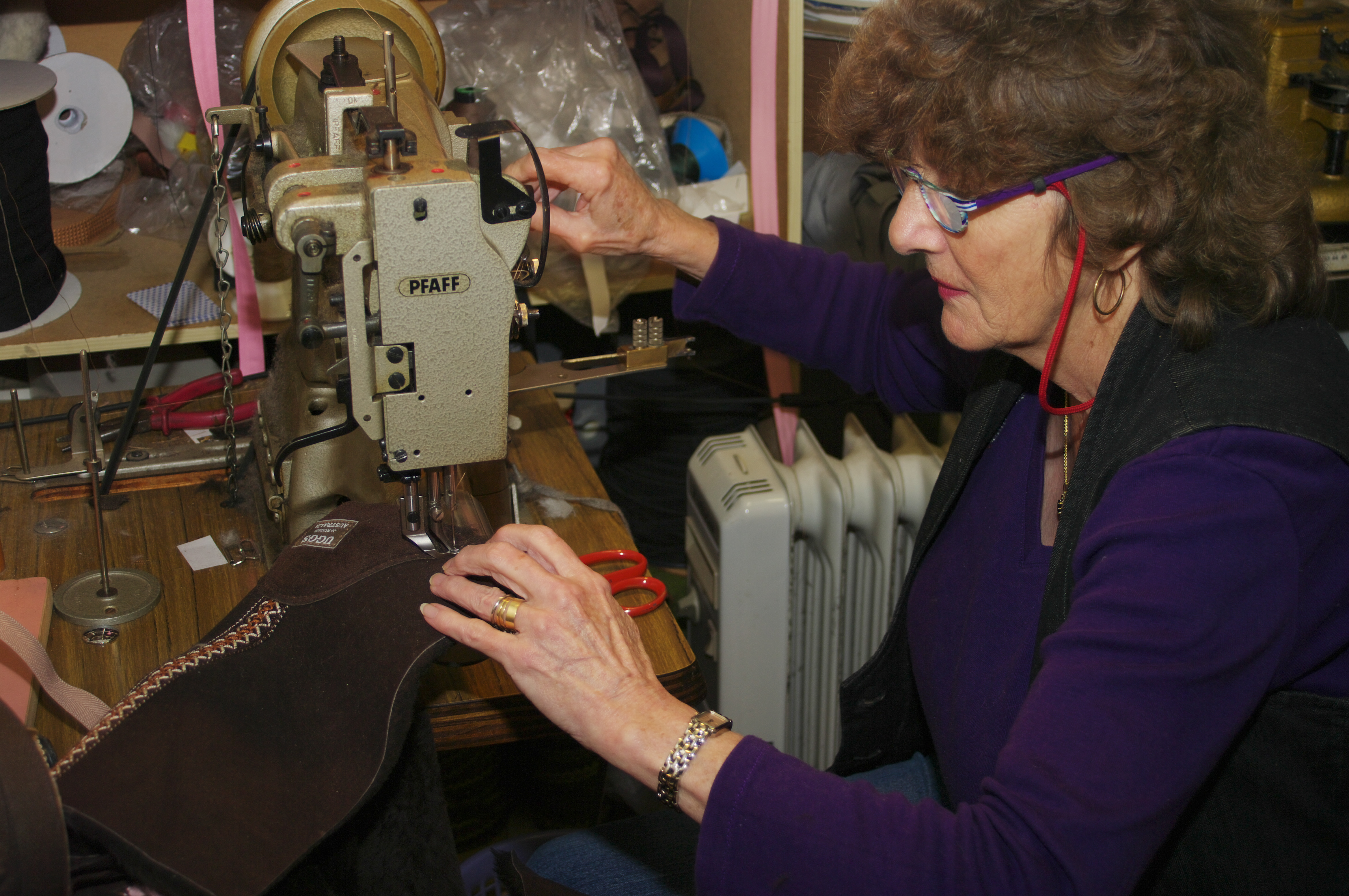
Zusammennähen
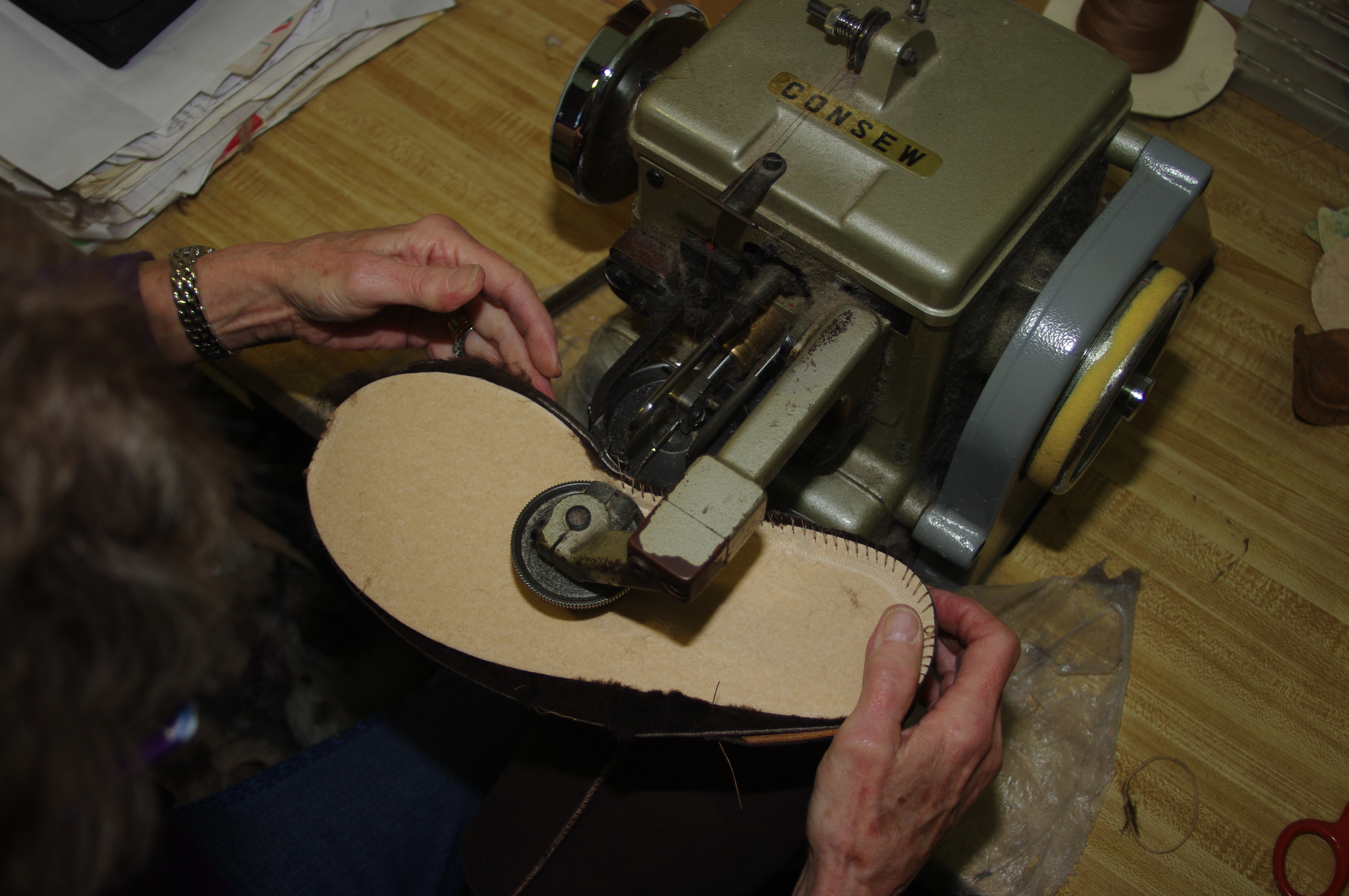
Einnähen der Innensohle
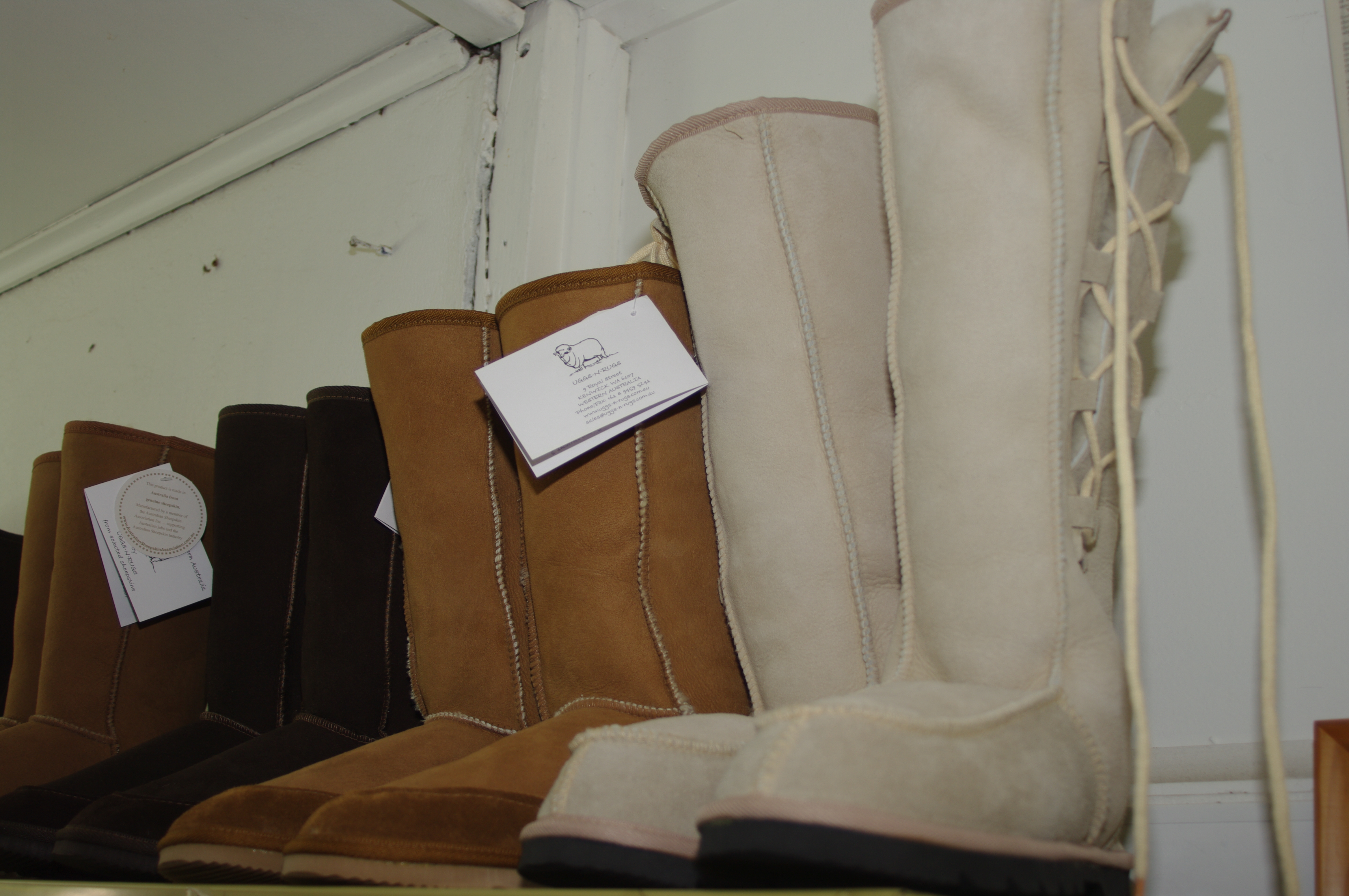
Die fertigen Ugg Boots